# Razoumofskya minuta
Razoumofskya minuta là một loài thực vật có hoa trong họ Santalaceae. Loài này được (Engelm.) Kuntze miêu tả khoa học đầu tiên năm 1891.